# زكريا الهداف
زكريا الهداف (و.30 ابريل 1978) لاعب كرة قدم سعودي , ويلعب في مركز قلب الدفاع وظهير أيسر ومحور دفاعي.
لعب لأندية القادسية والنهضة و الثقبة .

## روابط خارجية
- زكريا الهداف على موقع قاعدة بيانات كرة القدم.إي يو (الإنجليزية)
- زكريا الهداف على موقع Soccerway.com (الإنجليزية)

- زكريا الهداف
- زكريا الهداف
- Zakaria Al-Hadaf